# Valentine (pera)
Valentine, es el nombre de una variedad cultivar de pera europea Pyrus communis. Esta pera está cultivada en la colección de la Estación Experimental Aula Dei (Zaragoza). Esta pera también está cultivada en diversos viveros entre ellos algunos dedicados a conservación de árboles frutales en peligro de desaparición. Esta pera variedad muy antigua es originaria de España, Rafelbuñol en la provincia de Valencia (comunidad autónoma de Comunidad Valenciana), y tuvo su mejor época de cultivo comercial antes de la década de 1960, y actualmente en menor medida aún se encuentra.

## Historia
En España 'Valentine' está considerada incluida en las variedades locales autóctonas muy antiguas, cuyo cultivo se centraba en comarcas muy definidas. Se caracterizaban por su buena adaptación a sus ecosistemas y podrían tener interés genético en virtud de su adaptación. Se encontraban diseminadas por todas las regiones fruteras españolas, aunque eran especialmente frecuentes en la España húmeda. Estas se podían clasificar en dos subgrupos: de mesa y de cocina (aunque algunas tenían aptitud mixta).
'Valentine' es una variedad clasificada como de mesa, se utiliza también en la cocina, difundido su cultivo en el pasado por los viveros comerciales y cuyo cultivo en la actualidad se ha reducido a huertos familiares y jardines privados.

## Características
El peral de la variedad 'Valentine' tiene un vigor medio; florece a finales de abril; tubo del cáliz amplio, en forma de embudo con conducto muy largo y estrecho.
La variedad de pera 'Valentine' tiene un fruto de tamaño de mediano a grande; forma piriforme, piriforme alargada o turbinada, con cuello medianamente acentuado, asimétrica, superficie irregular, con protuberancias desigualmente repartidas, contorno muy irregular; piel lisa, brillante; con color de fondo verde oscuro pasando a amarillo pálido, chapa ligera, barreada, sonrosada o cobriza o por el contrario muy extensa color rojo ciclamen claro con estrías y punteado carmín vivo, presenta un punteado ruginoso-"russeting" de tamaño variable, con aureola carmín solo en los frutos más coloreados, así mismo manchitas ruginosas irregulares repartidas por todo el fruto, "russeting" (pardeamiento áspero superficial que presentan algunas variedades) medio; pedúnculo de longitud media, fino, leñoso, poco engrosado en su extremo superior, ligeramente carnoso en la base, recto o ligeramente curvo, implantado generalmente derecho, cavidad peduncular nula; anchura de la cavidad calicina mediana o estrecha, poco profunda, con el borde fuertemente ondulado o mamelonado; ojo muy grande, abierto o semicerrado. Sépalos estrechos, muy separados en la base, rizados indistintamente hacia dentro o fuera.
Carne de color blanco amarillenta; textura mantecosa, jugosa; sabor ligeramente alimonado, refrescante, bueno; corazón mediano, largo y estrecho, fusiforme. Eje de forma irregular, interior lanoso, abierto solo en su parte inferior. Celdillas medianas, situadas muy altas, junto a la parte cerrada del eje. Semillas de tamaño grande, elípticas, con cuello o iniciación de espolón, con color amarillento con salientes castaños, y con mucha frecuencia abortadas.
La pera 'Valentine' tiene una maduración temprana en la segunda decena de julio (en E. E. Aula Dei de Zaragoza). Aguanta en buenas condiciones un mes de almacenamiento en un ambiente refrigerado. Se usa como pera de mesa fresca, y en la cocina.